# 阿维丝·麦金托什
阿维丝·麦金托什（英語：Avis McIntosh，1938年5月19日—），新西兰女子田径运动员。她曾代表新西兰参加1962年大英帝国和英联邦运动会田径比赛，获得二枚铜牌。她也曾参加1964年夏季奥林匹克运动会。